# Konrad Filipek
Konrad Filipek (ur. 20 stycznia 2000 w Sanoku) – polski hokeista, reprezentant Polski.

## Kariera
- UKH Dębica do lat 16 (2014-2015)
- UKH Dębica do lat 18 (2016-2017)
- UKH Dębica do lat 20 (2016-2017)
  -  Cracovia (2016)
- UKS Niedźwiadki MOSiR Sanok do lat 20 (2017-2019)
- KH 58 Sanok (2017-2020)
- PZHL Katowice do lat 23 (2018/2019, 2019/2020)
- UKS Niedźwiadki MOSiR Sanok (2020-2022)
- STS Sanok (2020-)

Wychowanek klubu UKS Niedźwiadki MOSiR Sanok. W barwach tego klubu podjął występy w polskich ligach juniorskich. Był też graczem juniorskim UKH Dębica i Cracovii. W barwach seniorskiej drużyny tego ostatniego klubu zadebiutował w ekstralidze mając 16 lat. Ponadto reprezentował zespół KH 58 Sanok, występującego w 2. ligi słowackiej. Równolegle występował w barwach drużyny PZHL Katowice do lat 23. Od 2020 etatowy zawodnik seniorskiej drużyny STS Sanok. W czerwcu 2023 podpisał nowy kontrakt z klubem.
W barwach reprezentacji Polski do lat 20 uczestniczył w turnieju mistrzostw świata juniorów do lat 20 edycji 2020 (Dywizja IB). 11 listopada 2023 zadebiutował w reprezentacji seniorskiej w meczu towarzyskim przeciw Litwie.

## Osiągnięcia
Klubowe
- Złoty medal mistrzostw Polski juniorów starszych: 2019